# マリー .. 超能力者の親友
マリー..超能力者の親友（マリー .. ちょうのうりょくしゃのしんゆう、タイ語: มาลี เพื่อนรัก..พลังพิสดาร 英語: My Safari Girl） はタイのテレビドラマである。 連続ドラマであり、制作はGTH。監督は ปัฏฐา ทองปาน。2015年7月25日から同年10月17日まで衛星放送である GTH on Airで 22時から23時に、同じくGMM 25で22時15分から23時15分に放送された。主な出演は มาดามมด, ภาวดี คุ้มโชคไพศาล, จุฑาวุฒิ ภัทรกำพล および โอบนิธิ วิวรรธนวรางค์

## 概要
"チーターのように走り コウモリのように飛び サルのようにロープを昇り降りする そんな親友を大事にしなさい。 その者があなたを幸せにする"
メーサー (ภาวดี คุ้มโชคไพศาล) は、父のように医者になりたいと願っている女の子。彼女の唯一の欠点は、英語が苦手ということ。そこで彼女はバンコクにあるトップレベルのインターナショナルスクールへの転校を決意した。しかしその学校は実技を通じた授業に特化した学校であることを彼女は知らなかった。すべてがだめになって計画が失敗しそうになって、メーサーは学校にある"願いの泉"に"英語がうまくなりたい"と願掛けした。
それを天使が聞いていたかどうかは定かではないが、ある日メーサーは マリー (มาดามมด) と出会った。彼女は交換留学生で、超能力を持っていた。 メーサーの日々は一変した。彼女のグループは コー・ミンホー (จุฑาวุฒิ ภัทรกำพล) 率いるグループに目をつけられた。彼は生徒会長かつK-POP的でナルシストであり、全校女子生徒の憧れだった。 しかし幸運にも先輩で11年生の サン (โอบนิธิ วิวรรธนวรางค์) が助けてくれることになる。彼の外見はかなり怖いが、本当は優しい人であり、彼女のグループを助け続けてくれた。
勉強でも恋でも 友達の超能力が発揮されるが、それ以上に混乱が生まれる。

## 俳優

### 主な出演者
| 俳優                 | 役名                            | 役割 |
| -------------------- | ------------------------------- | --- |
| มาดามมด              | มาลี มาลิคิดิเอ้ อองเคลูฟลิเก้ (マリー) | 10年A組所属。 謎の国からやってきた交換留学生の少女。 超能力者で、その力で野生動物を操ることができる。 メーサーの親友。 彼女を幸せにすると言っている。                                                                                |
| ภาวดี คุ้มโชคไพศาล      | เมษา คำนึงวิทยา (メーサー)        | 10年A組所属。ガリ勉ナードだが、英語が大の苦手。そのためバンコクでも有名なインターナショナルスクールに転校する。 いつもミンホーに嫌がらせを受けている。 彼女の父母のような医者になるのが望み。                                        |
| จุฑาวุฒิ ภัทรกำพล        | โก มินโฮ (ミンホー)              | 12年A組所属。生徒会長で、オアシスクラブの部長でもある。全校女子生徒の憧れ。タイと韓国のハーフ。怠け癖といたずら癖がある。よくメーサーをいじめている。勉強はできて、GPAは3.98。好きな食べ物はイチゴケーキをはじめ、イチゴ味の食べ物。 |
| โอบนิธิ วิวรรธนวรางค์    | อาทิตย์ โอวชาญเคหะกุล (サン)       | 11年B組所属。 物静かな中華系タイ人。 メーサーが住むマンションオーナーの孫。 外見は静かで、誰とも関わり合いになりたくなさそう。 実は紳士的な人物で、植物を育てるのが趣味。                                                            |
| สเตฟาน สายชล ปารเนียส | สมิธ แอนเดอร์สัน (サミット)        | 12年A組所属。泰英ハーフの少年で、完璧かつ厳格。 生徒副会長でミンホーの親友。 ミンホーを手伝うことと、ミンホーを連れ戻すことが仕事。                                                                                                  |
| สุนันทา เดวา           | ドラヤキ・ハルカ                | 10年A組所属。無邪気にみえる泰日ハーフの少女。 メーサーと同じマンションに住んでいる。 よくメーサーの日々を混乱させるが、本人もそれを楽しんでいそう。喧嘩っぱやくてよくケガをしている。 上級生が大好き。                               |
| ธวัชชัย เพชรสุข         | รูปี อัศเจรีย์ ข่าน                   | 10年A組所属。アジア系ハーフでいわゆる"オカマ"。 ฟรังก์の親友かつ子分。 ฟรังก์率いるグループの唯一のメンバー。 しかしฟรังก์を時々驚かすことがある。                                                                                         |
| วิพาวีร์ พัทธ์ณศิริ         | ฟรังก์ ฟรานเชสการ์                 | 10年A組所属。100,000ハイソグループのリーダーであり金持ち。英語交じりのタイ語をよく話す。 メーサーを目の敵にしている。ミンホーがほかの何よりも好き。                                                                                  |
| เอมิกา กร้านท์          | ปวยเล้ง พริมโรส                   | 11年C組所属。アイルランド系でとても静かかつ礼儀正しいが、一度怒らせると手がつけられなくなる。 サンの親友。 奇妙な植物に関する実験が趣味。                                                                                            |
| วัชรินทร์ กกสันเทียะ      | อเล็กซานเดอร์ มินดาเนา             | 10年B組所属。ナルシストの少年でハンサム(と本人は思っている)。 オアシスクラブのメンバー。ปวยเล้งの実験の犠牲によくなっている |

### 助演俳優
- ณัฐรัตน์ นพรัตยาภรณ์ : พี่ไอติม
- ปวีณ์นุช แพ่งนคร : メーサーの先生
- ปรเมศร์ น้อยอ่ำ : メーサーの父親
- สุชาดา พูนพัฒนสุข : メーサーの母親
- เคน สทรุทเคอร์ : サム・ジョンソン先生(Grand Theory International School勤務)
- พิชาพัฒน์ รัตนกุล เสรีเริงฤทธิ์ : ダニー・ホワイト先生(生物担当)
- จักรพันธ์ ตัณฑะสุวรรณะ : ยิ่งสุข先生(化学担当)
- ภาคภูมิ ประทุมวัลย์ : フィリップ (ฟรังก์の兄)
- สินีนาฏ โพธิเวส : サンの祖母
- Hagop Kassabian : ฮากอบ先生(物理担当)

## エピソード
| 回 | 放送日     | あらすじ |
| -- | ---------- | --- |
| 0  | 2015.07.25 | 事前スペシャル。 撮影風景と登場人物紹介。 |
| 1  | 2015.08.01 | メーサーは医者になりたいという夢を持つ頭のよい学生。彼女は有名なインターナショナルスクールで学びたいと転校を決めた。英語の成績を上げたいのがその理由だ。しかしそこではすべてが思っていたのとは違っていた。様々な性格を持つ新しい友達と出会うたびに彼女の生活は大きく動く。おまけに学校のカリキュラムは普通の学校のそれとは全く違っていた。メーサーは新しい学校生活で生き残っていけるのか？ |
| 2  | 2015.08.08 | メーサーはมาลิคิดิเอ้つまりマリーという謎の国から来た交換留学生がメーサーのルームメイトを希望していることを知り、困惑する。 しかもさらに奇妙なことに、マリーはただの交換留学生ではなかった。 彼女は動物を思いのままに操れる超能力を持っていたのだ!!! |
| 3  | 2015.08.15 | ホワイト先生が宿題を出した。 それは“誰かと組になって” 2人の未来の子供がどうなるかを考えるレポートだ。 メーサーは頭を抱える。彼女には組になりたいと思う人がいなかったからだ。 いっぽうで、マリーはホワイト先生と組になることを望んでいた。 ..そんなとき、メーサーは誰かが自分の後をつけていることに気がつく!!!                                                                              |
| 4  | 2015.08.22 | メーサーとマリーは生徒会選出の最終選考に選ばれる。 決戦の相手はฟรังก์とรูปีだ。そしてその戦いは二人にとって避けられない。 オアシスクラブが救いの手を差し出す。そのクラブは学校の隙間に存在する謎のクラブだった。 |
| 5  | 2015.08.29 | ミンホーがオアシスクラブの部長であることを知り、メーサーは驚く。 さらにミンホーはメーサーに、オアシスクラブブースの装飾を命じる。もしそれが出来なければ帰宅もできないのだ。 メーサーのミンホーへの嫌悪はさらに増す!!!! |
| 6  | 2015.09.05 | マリーはミンホーへ、メーサーの英語試験の勉強を手伝うようお願いする。教えてもメーサーの成績が上がらない理由を2人は発見する。 英語が苦手な理由が、メーサーの子供時代にあった。 そしてミンホーは、メーサーの苦手な理由を克服させる決心をする!!!! |
| 7  | 2015.09.12 | 中間試験が終わり、メーサーの成績は上がったように見えたが、本当のところはわからかった しかし、ฟรังก์とรูปีはミンホーがメーサーにこっそり本を渡そうとしていたことを見つけていた。 そして、メーサーに対してある計画をもちかける!!!! |
| 8  | 2015.09.19 | バレンタインデーがやってきた。マリーはホワイト先生にプレゼントをあげたいがお金がない。 オアシスクラブはバレンタインデー用の予算を手に入れる計画を立てる。それが恐ろしい結果になるとも知らずに... |
| 9  | 2015.09.26 | ミンホーはメーサーに、生徒会とオアシスクラブのメンバーへジャングル行きの旅行計画を立てたことについて謝ろうとしていた。 同じ頃、ミンホーはサンがなぜか自分から距離を置いていることに気がつく... |
| 10 | 2015.10.03 | メーサーは深い森の中で迷子になる。一同はショックを受ける ミンホーとサンは本気の喧嘩になる。 |
| 11 | 2015.10.10 | ミンホーはメーサーとの愛を選ぼうと、タイに戻ってくる マリーの姿は見えず、探す手がかりもない。メーサーが買ったサルのぬいぐるみだけが残っていた。 みんながマリーのことを探す。 メーサーはマリーに再び会えるのか。そしてマリーがいなくなった理由は何なのか... |
| 12 | 2015.10.17 | ドラマに関する特別編 秘密もすべて明かされた。 |

## サウンドトラック
- VOLG JOU HART (Follow Your Heart) - พลอยชมพู Feat.มาดามมด
- กาลครั้งหนึ่ง - อภิวัชร์ เอื้อถาวรสุข Feat.อีฟ ปานเจริญ